# Miara wektorowa
Miara wektorowa – w teorii miary, addytywna funkcja zbiorów określona na ciele zbiorów o wartościach w przestrzeni unormowanej. Miara wektorowa nie jest miarą, lecz stanowi uogólnienie koncepcji miary na wartości wektorowe. 
Dla miar wektorowych, podobnie jak dla miar, definiuje się pojęcie całki.

## Definicja
Jeśli {\displaystyle {\mathcal {F}}} jest ciałem zbiorów oraz {\displaystyle E} przestrzenią unormowaną, to funkcję {\displaystyle \nu \colon {\mathcal {F}}\to E,} spełniającą warunek
{\displaystyle \nu (A\cup B)=\nu (A)+\nu (B)}
dla wszelkich rozłącznych zbiorów {\displaystyle A,B\in {\mathcal {F}},} nazywamy miarą wektorową.
Jeśli {\displaystyle {\mathfrak {M}}} jest σ-ciałem podzbiorów zbioru {\displaystyle M,} to funkcję {\displaystyle \nu \colon {\mathfrak {M}}\to E} nazywamy miarą wektorową przeliczalnie addytywną, gdy dla każdego ciągu {\displaystyle (A_{n})_{n\in \mathbb {N} }} zbiorów parami rozłącznych z σ-ciała {\displaystyle {\mathfrak {M}}} spełniony jest warunek:
{\displaystyle \nu (\bigcup _{n=1}^{\infty }A_{n})=\sum _{n=1}^{\infty }\nu (A_{n})}

### Wahanie i półwahanie
Jeżeli {\displaystyle \nu \colon {\mathcal {F}}\to E} jest miarą wektorową, to funkcję {\displaystyle |\nu |\colon {\mathcal {F}}\to [0,\infty ]} określoną wzorem
{\displaystyle |\nu |(A)=\sup \left\{\sum _{P\in \Pi }\|\nu (P)\|\colon \Pi \right\},} gdzie {\displaystyle \Pi \subset {\mathcal {F}}} jest skończoną rodziną zbiorów parami rozłącznych taką, że {\displaystyle \bigcup \Pi =A} nazywamy wahaniem miary wektorowej {\displaystyle \nu .}
Funkcję {\displaystyle \|\nu \|\colon {\mathcal {F}}\to [0,\infty ],} określoną wzorem
{\displaystyle \|\nu \|(A)=\sup\{|x^{\star }\circ \nu |(A)\colon x^{\star }\in E^{\star },\|x^{\star }\|\leqslant 1\}}
nazywamy półwahaniem miary wektorowej {\displaystyle \nu .}
Mówimy, że wahanie ograniczone, jeśli jego wartość od całej przestrzeni jest skończona.

### Własności
- Jeżeli {\displaystyle {\mathfrak {M}}} jest σ-ciałem podzbiorów zbioru {\displaystyle M,} a {\displaystyle \nu \colon {\mathfrak {M}}\to \mathbb {R} } jest przeliczalnie addytywną funkcją zbiorów, to

{\displaystyle |\nu |=\|\nu \|=\nu ^{+}+\nu ^{-},} gdzie {\displaystyle \nu ^{+},\nu ^{-},} to odpowiednio wahanie górne i dolne.
- Wahanie miary wektorowej jest addytywną funkcją zbiorów. Wahanie miary wektorowej przeliczalnie addytywnej jest miarą.
- Półwahanie miary wektorowej jest funkcją podaddytywną i monotoniczną funkcją zbiorów.
- Jeżeli {\displaystyle \nu } jest miarą wektorową, to {\displaystyle \|\nu \|\leqslant |\nu |.}
- Miara wektorowa o ograniczonym wahaniu jest przeliczalnie addytywna wtedy i tylko wtedy, gdy jej wahanie jest przeliczalnie addytywne.
- Niech {\displaystyle {\mathfrak {M}}=\sigma ({\mathcal {F}})} (σ-ciało generowane przez ciało {\displaystyle {\mathcal {F}};} porównaj: definicję). Jeśli {\displaystyle \nu \colon {\mathfrak {M}}\to E} jest przeliczalnie addytywną miarą wektorową o ograniczonym wahaniu, to dla każdego {\displaystyle A\in {\mathcal {F}}} zachodzi równość: {\displaystyle |\nu |_{\mathcal {F}}|(A)=|\nu |(A).}
- Jeżeli wahanie miary wektorowej {\displaystyle \nu } jest miarą skończoną, to {\displaystyle \nu } jest miarą wektorową przeliczalnie addytywną.
- Zbiór wartości miary wektorowej przeliczalnie addytywnej jest ograniczony.
- Twierdzenie Dieudonné-Grothendiecka.

## Przykłady
Miara wektorowa (skończenie addytywna).
Niech {\displaystyle T\colon L_{\infty }[0,1]\to X} będzie ciągłym operatorem liniowym. Dla każdego mierzalnego (w sensie Lebesgue’a) podzbioru {\displaystyle A\subset [0,1]} określmy odwzorowanie
{\displaystyle \nu (A)=T(\chi _{A}),} gdzie {\displaystyle \chi _{A}} jest funkcją charakterystyczną.
Miara wektorowa przeliczalnie addytywna.

Niech {\displaystyle T\colon L_{1}[0,1]\to X} będzie ciągłym operatorem liniowym. Funkcja {\displaystyle \nu } dana wzorem jak w powyższym przykładzie jest przeliczalnie addytywna. Ponadto można wykazać, że dla każdego {\displaystyle A\subset [0,1]}
{\displaystyle \|\nu (A)\|\leqslant l(A)\|T\|,} gdzie {\displaystyle l} jest miarą Lebesgue’a.
Wówczas, także {\displaystyle \|\nu \|(A)\leqslant l(A)\|T\|,} co dowodzi, że {\displaystyle \nu } jest miarą wektorową o ograniczonym wahaniu.
Miara wektorowa o ograniczonym półwahaniu, której wahanie nie jest ograniczone.
Niech {\displaystyle {\mathcal {L}}|_{[0,1]}} będzie σ-ciałem podzbiorów zbioru {\displaystyle [0,1]} mierzalnych w sensie Lebesgue’a. Funkcja {\displaystyle \nu \colon {\mathcal {L}}|_{[0,1]}\to L_{\infty }[0,1]} dana wzorem
{\displaystyle \nu (A)=\chi _{A},} dla {\displaystyle A\in {\mathcal {L}}|_{[0,1]}} jest miara wektorową o ograniczonym półwahaniu, której wahanie nie jest ograniczone.
Miara wektorowa o nieograniczonym półwahaniu.
Niech {\displaystyle {\mathcal {F}}=\{A\subseteq \mathbb {N} \colon |A|<\aleph _{0}\vee |\mathbb {N} \setminus A|<\aleph _{0}\}.} Funkcja {\displaystyle \nu \colon {\mathcal {F}}\to \mathbb {R} } dana wzorem
{\displaystyle \nu (A)=\left\{{\begin{array}{ll}|A|,&|A|<\aleph _{0}\\-|A|,&|\mathbb {N} \setminus A|<\aleph _{0}\end{array}}\right.} jest miarą wektorową o nieograniczonym półwahaniu.
Wykazanie rzeczonych własności można znaleźć w.